# 見知らぬ人
『見知らぬ人』（みしらぬひと、ベンガル語：AGANTUK、英語：The Stranger）は、1991年のインド映画。
第4回東京国際映画祭特別招待作品。
サタジット・レイ監督の遺作となった。

## キャスト
- シュディンドロ・ボシュ：ディポンコル・デー
- オニラ・ボシュ：マムター・シャンカル
- モノモホン・ミットロ：ウタパル・ダット
- ショットキ：ビクロム・ボッタチャルジョ
- シェングプト：ドリティマン・チャタージ
- シトル弁護士：オジット・バナジー